# Assemble To Order
ATO, acrónimo de Assemble To Order (Ensamble a la orden), constituye junto con MTS, MTO y ETO uno de los ambientes básicos de manufactura. Los productos que caen en esta categoría se caracterizan por estar previamente diseñados, y sus partes constitutivas construidas, pero no ensambladas (al menos no todas). Sólo es hasta que el cliente define las últimas características del producto, que el ensamble se lleva a cabo.
Ejemplos de productos cuyo proceso pueda ser considerado un ATO son los vehículos de gama media y alta y algunas clases de productos electrónicos.